# 174
El 174 (CLXXIV) fou un any comú començat en divendres del calendari julià.

## Esdeveniments
- Marc Aureli escriu el segon llibre de les seves Meditacions durant una campanya a Pannònia (data aproximada).[1]